# Eugnophomyia juniniana
Eugnophomyia juniniana är en tvåvingeart som först beskrevs av Alexander 1951.  Eugnophomyia juniniana ingår i släktet Eugnophomyia och familjen småharkrankar.
Artens utbredningsområde är Peru. Inga underarter finns listade i Catalogue of Life.